# Igreja Presbiteriana de Natal
A Igreja Presbiteriana de Natal (IPN), também conhecida como Primeira Igreja Presbiteriana de Natal (PIPN) é uma igreja federada a Igreja Presbiteriana do Brasil (IPB), sob jurisdição do Presbitério Potiguar e Sínodo Rio Grande
Do Norte.
É a igreja protestante mais antiga do Rio Grande do Norte. A igreja é conhecida pela sua arquitetura religiosa e trabalho educacional.

## História
Em 1879, os missionários leigos Francisco Filadelfo de Sousa Pontes e João Mendes Pereira Guerra, enviados pelo reverendo John Rockwell Smith, visitaram Natal e divulgaram o Protestantismo pela primeira vez no município. Neste período, o o Sr. Antônio Eustáquio, irmão de um dos padres da cidade, passou a se opor ao Catolicismo Romano na cidade.
Em 1887, os Rev. Belmiro de Araújo César e o Dr. De Lacy Wardlaw visitaram novamente a cidade, nesta ocasião, o professor Joaquim Lourival Soares da Câmara foi o primeiro convertido ao protestantismo na cidade.
Em 1893, o Rev. Calvin Porter passou por Natal e pregou na cidade. Desde então, cultos regulares foram dirigidos pelo senhor Joaquim Lourival. Em 1895, 33 adultos e 18 crianças foram recebidos como membros da igreja.
Com o crescimento do grupo, em 3 de fevereiro de 1896, foi oficialmente organizada a Igreja Presbiteriana de Natal e inaugurado o edifício da igreja, que à época contava com 153 membros.
Neste período, foi membro da igreja a família do Café Filho, que viria a ser presidente do Brasil em 1954.